# Laurêncio (discípulo de Metódio)
Laurêncio (em latim: Laurentius; em grego medieval: Λαυρέντιος; romaniz.: Lauréntios) foi um clérigo bizantino do século IX. Monge, foi um dos discípulos de Metódio. Com a morte de Metódio em 6 de abril de 885, foi preso junto de Gorasdo, Naum, Clemente e Angelário e foi expulso da Grande Morávia. Todos eles foram enviados a Bulgária.